# Tillandsia heterophylla
Tillandsia heterophylla Hook., es una especie de planta epífita dentro del género  Tillandsia, perteneciente a la  familia de las bromeliáceas.  Es originaria de México.

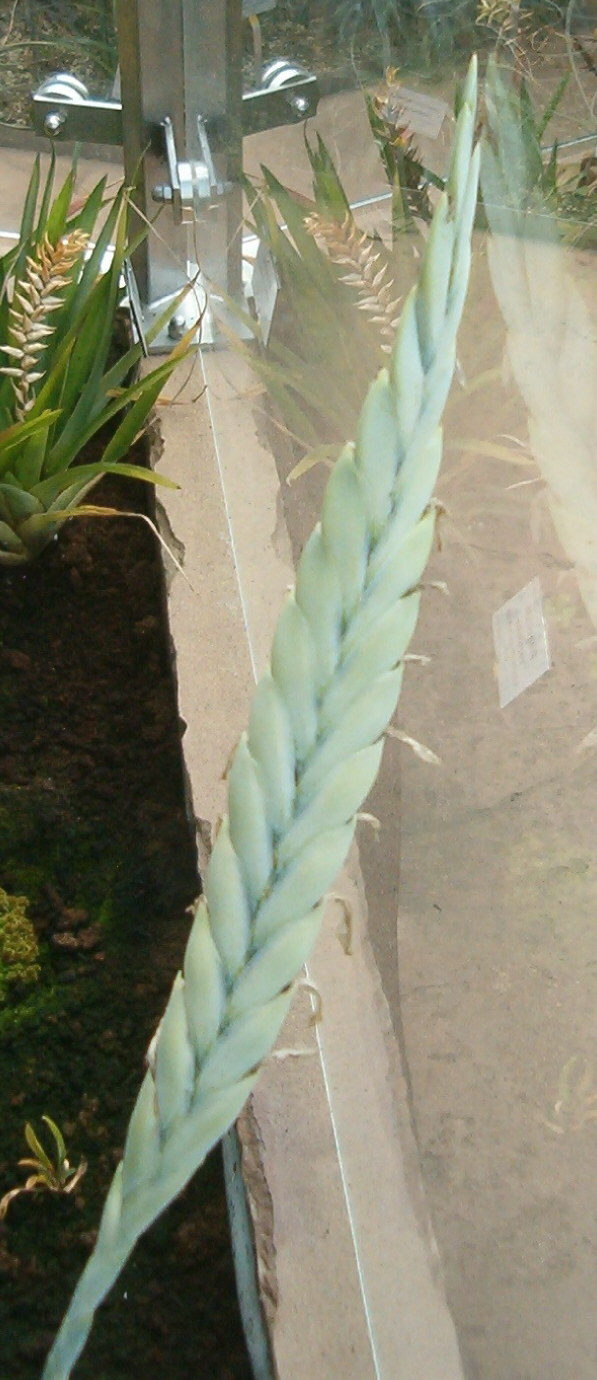
Detalle

## Descripción
Son plantas epífitas que alcanzan un tamaño de 50-100 cm en flor, acaules. Hojas de 39-50 cm; vainas de 6.5-9 cm de ancho, pardas, frecuentemente pajizas en el envés, moderadamente lepidotas con escamas pardas centralmente; láminas 4-5 cm de ancho, esparcidamente lepidotas con escamas pardas centralmente en el envés, glabras a ampliamente esparcido lepidotas en el haz, liguladas, agudas a acuminadas. Escapo de 50-61 cm; brácteas inferiores subfoliáceas, las superiores reducidas, imbricadas. Inflorescencia 1-pinnado compuesta, raramente simple, erecta; brácteas primarias más cortas que las espigas; espigas 11-45 cm, erectas a ascendentes, con 7-19 flores. Brácteas florales 4.8-5.3 cm, ligeramente más largas que los sépalos, imbricadas, erectas a ligeramente divergentes, inconspicua y anchamente carinadas o marcadamente carinadas apicalmente, raramente ecarinadas, lisas, glabras, coriáceas. Flores con pedicelos 2-4 mm; sépalos 3.8-4.4 cm, nervados, cartáceos a subcoriáceos, glabros, los 2 posteriores carinados y connatos por 2-4 mm, libres del sépalo anterior ecarinado; pétalos blancos.

## Distribución
Se encuentra a una altitud de 1900-2000 metros en Veracruz y Chiapas.

## Taxonomía
Tillandsia heterophylla fue descrita por Charles Jacques Édouard Morren y publicado en La Belgique Horticole 23: 138. 1873.
Etimología
Tillandsia: nombre genérico que fue nombrado por Carlos Linneo en 1738 en honor al médico y botánico finlandés Dr. Elias Tillandz (originalmente Tillander) (1640-1693).
heterophylla: epíteto latíno que significa "con hojas diferentes"
Sinonimia
- Tillandsia virginalis E.Morren[3][4]